# (36368) 2000 OG12
2000 OG12 (asteroide 36368) é um asteroide da cintura principal. Possui uma excentricidade de 0.22081010 e uma inclinação de 3.37565º.
Este asteroide foi descoberto no dia 23 de julho de 2000 por LINEAR em Socorro.